# چراستاوا
چراستاوا (به لاتین: Chrastava) یک شهرک در جمهوری چک است که در استان لیبرتس واقع شده‌است.

## خصوصیات
چراستاوا ۵٬۹۷۶ نفر جمعیت دارد.